# 帕洛弗德 (加利福尼亞州)
帕洛弗德（英語：Palo Verde）是位於美國加利福尼亞州因皮里爾縣的一個人口普查指定地區。

## 地理
帕洛弗德的座標為33°25′58″N 114°43′56″W / 33.43278°N 114.73222°W，而該地最高點為海拔高度71米（即233英尺）。

## 人口
根據2010年美國人口普查的數據，帕洛弗德的面積為1.530平方千米，當中陸地面積為1.530平方千米，而水域面積為0.000平方千米。當地共有人口171人，而人口密度為每平方千米111人。